# Klein St. Paul
Klein St. Paul è un comune austriaco di 1 871 abitanti nel distretto di St. Veit an der Glan, in Carinzia; ha lo status di comune mercato (Marktgemeinde). Nel 1973 ha inglobato il comune soppresso di Wieting e il comune catastale di Hinterberg (già appartenuto al comune di Lölling, a sua volta soppresso e aggregato a Hüttenberg).